# باسم حميدة
باسم حميدة (مواليد 28 مارس 2000) هو عداء قطري- مصري المولد متخصص في سباق 400 متر حواجز، حصل على الميدالية الذهبية ألعاب التضامن الإسلامي 2021 وهو شقيق العداءة المصرية بسنت حميدة.